# Cerco de Jerusalém (37 a.C.)
O Cerco de Jerusalém de Herodes, o Grande, em 37 a.C. foi o último passo em sua campanha para assegurar para si o trono do Reino da Judeia. Apoiado pelas forças romanas emprestadas por Marco Antônio, Herodes conseguiu capturar a cidade e depôs Antígono II Matatias, pondo um fim na dinastia asmoneia. Este cerco foi descrito nas obras de Flávio Josefo e Dião Cássio.

## Contexto
Em 63 a.C., depois de sua vitória na Terceira Guerra Mitridática, Pompeu, o Grande, interveio na guerra civil do Reino Asmoneu entre Hircano II e Aristóbulo II, conquistando a Judeia e re-instalando Hircano na posição de sumo-sacerdote. Durante o governo de Hircano, o poder real estava com seu principal ministro, Antípatro, o Idumeu. Em 49 a.C., Antípatro instigou Hircano a se juntar a Júlio César na Segunda Guerra Civil da República Romana. Depois de sua vitória, César concedeu o título de etnarca a Hircano e de epítropo (ou procurador) a Antípatro. Uns poucos anos depois, Antípatro nomeou seus filhos, Fasael e Herodes, como governadores militares de Jerusalém e da Galileia respectivamente. Depois da guerra civil após a morte de César, Hircano e Antípatro se tornaram clientes de Marco Antônio, que governava o oriente romano.
Em 40 a.C., Antígono II Matatias, filho de Aristóbulo II, subornou o Império Parta para receber ajuda em sua tentativa de reaver o Reino Asmoneu. Os partas invadiram a Síria romana, tomaram a Judeia, capturaram Hircano e Fasael e instalaram Antígono II no trono judeu. Hircano foi mutilado e Fasael se matou para não cair nas mãos de Antígono II. Herodes e sua família foram cercados em Massada, mas Herodes escapou para Petra, a capital do vizinho Reino Nabateu. Sem conseguir ajuda dos nabateus, Herodes seguiu para Roma e, com o apoio de Marco Antônio, foi proclamado "rei dos judeus" pelo Senado Romano.
Entre 39 e 38 a.C., o general romano Públio Ventídio Basso derrotou o Império Parta e enviou tropas sob o comando de Popédio Silo para esperar a chegada de Herodes, que vinha de Roma. Herodes desembarcou em Ptolemaida e começou sua campanha contra Antígono conquistando primeiro a Galileia e, em seguida, marchando para o sul pela costa para tomar Jafa e libertar Massada, onde sua família ainda estava cercada. Herodes então marchou para Jerusalém, esperando capturar rapidamente a cidade para terminar a guerra. Obrigado a enfrentar oficiais romanos corruptos, tropas romanas amotinadas e a guerrilha de Antígono, Herodes foi forçado a abandonar o cerco de Jerusalém. Ele passou a atuar por toda a Judeia, Samaria e Galileia, lutando tanto contra rebeldes quanto contra bandidos; em paralelo, ele enviou seu irmão,  José, para pacificar a Idumeia. No final de 38 a.C., reforçado por diversas legiões romanas e tento dois anos de experiência lutando contra os rebeldes, Herodes finalmente conseguiu pacificar a Galileia e marchou para o sul até Jerusalém. Antígono tentou enfrentar Herodes em uma batalha campal atacando tanto Jericó quanto a Samaria, mas foi derrotado nos dois fronts. Herodes novamente acampou fora da muralha de Jerusalém, mas a chegada do inverno interrompeu a campanha militar naquele ano.

## Cerco
Herodes armou seu acampamento ao norte do templo, perto de um passo que dava acesso à muralha da cidade, o mesmo local escolhido por Pompeu 26 anos antes. Segundo Flávio Josefo, Herodes tinha 30 000 homens sob seu comando; as estimativas modernas indicam cerca de metade deste número. A eles se juntaram diversas legiões romanas, 6 000 cavaleiros e auxiliares sírios enviados por Marco Antônio e liderados por Caio Sósio. Com a chegada da primavera, Herodes começou seu cerco. Seus engenheiros seguiram as práticas romanas erguendo uma uma muralha de circunvalação com torres de guarda usando árvores cortadas nas imediações da cidade e empregando armas de cerco e artilharia. Os defensores da cidade sofreram com a falta de provisões, piorada pela fome decorrente do ano sabático, mas conseguiram repelir todos os ataques de Herodes. Eles também realizaram ataques a partir da muralha, emboscando as tropas do cerco, atrapalhando a construção das rampas de acesso e cavando túneis para contra-atacar as tentativas de Herodes de cavar sob a muralha.
Depois de 40 dias, as forças de Herodes conseguiram abrir uma brecha no que Josefo chama de "muro norte", aparentemente a segunda muralha de Jerusalém. A primeira muralha caiu 15 dias depois e logo o pátio interior do templo, cujo pórtico externo foi incendiado, provavelmente por seguidores de Antígono, também caiu. O próprio Antígono se fechou numa cidadela conhecida como Baris enquanto os defensores ficaram cercados no pátio interno do templo e na cidade alta (o quarteirão sudoeste da cidade).
Durante todo o cerco, Antígono usou da falta de prestígio da linhagem de Herodes como propaganda, chamando-o de "camponês e idumeu, ou seja, um meio-judeu", questionando publicamente a reivindicação de Herodes ao trono. Temeroso por causa de sua popularidade e da legitimidade de sua causa, Herodes cedeu quando apelos foram feitos para que ele permitisse a passagem de animais e oferendas para que os sacrifícios no templo não fossem interrompidos. Todas as demais tentativas de negociação, porém, fracassaram e as forças de Herodes atacaram a cidade. Depois de tomar a cidade de assalto e apesar dos apelos de Herodes por calma, suas tropas não tiveram misericórdia: a cidade foi pilhada e muitos dos habitantes foram mortos, o que levou Herodes a reclamar com Marco Antônio. Herodes também tentou impedir que os soldados romanos profanassem o "Santo dos Santos" e subornou Sósio e seus homens para que eles não deixassem isolado como um "rei do deserto".

## Eventos posteriores
Antígono se rendeu a Sósio e foi enviado para Marco Antônio como troféu em seu triunfo em Roma. Herodes, porém, temendo que Antígono tentasse conseguir apoio em Roma, subornou Antônio para que ele fosse executado. Reconhecendo que Antígono permaneceria para sempre como uma ameaça para Herodes, Marco Antônio ordenou que ele fosse executado em Antioquia, a primeira vez que os romanos executaram um rei subjugado antes do triunfo. Herodes também ordenou que 45 outros membros do grupo de Antígono fossem executados.
Com a queda de Jerusalém, Herodes completou a conquista do Reino Asmoneu. Depois de consolidar sua posição, ele passou a exterminar sistematicamente todos os asmoneus. Hircano II, o último grande representante da dinastia, foi executado em 30 a.C. Herodes governou o Reino Herodiano até sua morte, em 4 a.C., sempre como um fiel aliado de Roma.

## Repercussões
O cerco herodiano de Jerusalém pode ter inspirado um dos salmos de Salomão, o de número 17, que expressa a expectativa da vinda de um rei messias da linhagem davídica. A primeira porção do salmo condena os ilegítimos "pecadores judeus" que haviam usurpado o trono contrariando a aliança davídica, a promessa de Deus de estabelecer a dinastia de David como eternos governantes de Israel. Estes pecadores são então derrubados por um monarca estrangeiro e sua linhagem é extinta. Estudiosos identificam estes pecadores como sendo os asmoneus, mas o monarca estrangeiro tem sido tradicionalmente identificado como sendo Pompeu, o Grande. Uma leitura alternativa, lembrando o fato de que Pompeu não apenas não exterminou a linhagem dos asmoneus como os re-instalou no poder, sugere que os eventos deste salmo descrevem Herodes, sua conquista de Jerusalém e a subsequente erradicação dos asmoneus.